# Гюмюш, Самет
Самет Гюмюш (тур. Samet Gümüş; род. 9 мая 2001, ил Коджаэли, Турция) — турецкий боксёр-любитель, выступающий в наилегчайшей и в легчайшей весовых категориях. Выступает за сборную Турции по боксу, серебряный призёр Европейских игр (2023), чемпион Европы (2024), бронзовый призёр Средиземноморских игр (2022), чемпион Европы среди молодёжи до 22 лет (2022), многократный победитель и призёр международных и национальных турниров в любителях.

## Биография
Самет Гюмюш родился 9 мая 2001 года в ил Коджаэли, в Турции.

## Любительская карьера
В апреле 2024 года, в Белграде (Сербия) стал чемпионом Европы в весе до 51 кг, где он в полуфинале победил серба Омера Аметовича, и в финале победил венгра Аттилу Берната.